# Lustro (album)
Lustro è il terzo album di studio della cantante pop polacca Gosia Andrzejewicz. Ha venduto circa 15 000 copie in Polonia ed è rimasto sulla classifica ufficiale polacca per 9 settimane.

## Tracce
1. Intro
2. Lustro
3. Ty decyduj
4. Trochę ciepła
5. Siła marzeń
6. Piękno
7. Latino
8. Blisko bądź (feat. Doniu e Liber)
9. Refleksje M.
10. Zło
11. Zanim powiesz
12. Outro
13. Pozwól żyć (traccia bonus)
14. Ciacho (traccia bonus)
15. Lo specchio dei ricordi (traccia bonus)

## Classifiche
| Classifica (2006)   | Posizione massima |
| ------------------- | ----------------- |
| Polish Albums Chart | 17                |